# Fernando Platas
Fernando Platas (né le 16 mars 1973 à Mexico) est un plongeur mexicain. Lors des Jeux olympiques d'été de 2000 auxquels il participe en tant que porte-drapeau, il obtient la médaille d'argent au tremplin de 3 mètres.

## Palmarès
- Médaille d'argent aux plongeon aux Jeux olympiques de 2000 à Sydney
- Médaille d'argent au tremplin de 10 mètres synchronisé aux Championnats du monde de natation 2001 à Fukuoka